# Hysterura
Hysterura is een geslacht van vlinders van de familie spanners (Geometridae), uit de onderfamilie Larentiinae.

## Soorten
- H. cervinaria Moore, 1868
- H. declinans Staudinger, 1897
- H. hypischyra Prout, 1937
- H. literataria Leech, 1897
- H. multifaria Swinhoe, 1889
- H. protagma Prout, 1940
- H. vacillans Prout, 1940